# Monte Hungabee
Il monte Hungabee è una montagna appartenente alle Montagne Rocciose Canadesi, localizzata al confine tra il Banff National Park e il Yoho National Park, tra le province canadesi dell'Alberta e della Columbia Britannica.
Ha un'altezza di 3.492 metri sul livello del mare.